# Wormsgraben
Der Wormsgraben, auch Wormkegraben genannt, ist ein 2,4 km langer Hanggraben im Harz zwischen der Wormke und dem Zillierbach. Er fließt nahe Schierke und Drei Annen Hohne, zwei Ortsteilen von Wernigerode, im sachsen-anhaltischen Landkreis Harz.
Der Graben ist wahrscheinlich der älteste überleitende Hanggraben des Harzes. Er wurde vermutlich zwischen dem 12. und 14. Jahrhundert angelegt.
Als stärkeres Quellgewässer des Zillierbaches gilt hydrografisch er und nicht dessen natürlicher Quellbach als Oberlauf des längeren Holtemme-Zuflusses.

## Geographie

### Verlauf
Der Wormsgraben befindet sich innerhalb des Hochharzes im Nationalpark Harz. Er fließt zwischen dem Erdbeerkopf (847,7 m ü. NHN) und dem 3,4 km östlich davon gelegenen Drei Annen Hohne auf dem Süd- bis Südosthang des Hohnekamms (900,6 m). Die Wormke, die bei Mandelholz in die Kalte Bode fließt, wird in ihrem Oberlauf durch ein auf etwa 747 m Höhe gelegenes Wehr mit der Hauptwassermenge in den Graben geleitet. Letzterer verläuft anfangs entlang dem Wanderweg Glashüttenweg und dann – südlich vom Trudenstein – zwischen zwei Kiesgruben des Steinbruchs Knaupsholz hindurch, die südlich von der Brockenbahn passiert werden. Er mündet 350 m südöstlich des Forsthauses Hohne auf etwa 575 m Höhe in den von dort kommenden Zillierbach, der bachabwärts durch die Zillierbachtalsperre fließt.

### Einzugsgebiet
Das 3,2 km² große Einzugsgebiet des Wormsgrabens bilden das östlich des Erdbeerkopfs liegende Jakobsbruch und der Südhang des Hohnekamms. Der Jakobsbruch mit 1,9 km² Niederschlagsfläche liefert 60 % der Grabenwassermenge. Die Hochmoorflächen des Bruchs wurden durch Torfabbau (1731–1736 und 1800–1843) erheblich verkleinert. Der Torf wurde für die dort befindliche Glashütte gewonnen. Als die Torfvorräte erschöpft waren, musste der Hüttenbetrieb eingestellt werden. Bis heute blieb der Name Glashüttenweg. Obwohl das Einzugsgebiet des Grabens nur 30 % von jenem der Zillierbachtalsperre beträgt, bringt er aus seinem Bereich durch höhere Niederschlagswerte und geringere Versickerung 35 % bis 40 % des Talsperrenwassers.

## Geschichte und Zweck
Im Verlauf der Jahrhunderte hatte der Wormsgraben verschiedene Namen: 1464 Wormbeck, 1518 Wormsgraben und Wormbeck, 1531 Wormberger Graben, ab 1663 Wormsgraben.
Die älteste Urkunde über Lage und Funktion des Grabens ist datiert vom 25. Juni 1465. Darin wird vom Domkapitel und der Stadt Halberstadt mit dem Grafen Heinrich zu Stolberg über die Instandsetzung des Grabens verhandelt. Es wird von der Funktion des Grabens von altgewohnt („van alder“) gesprochen. Über den Zeitraum des Grabenanlegens ist nichts bekannt; es wird angenommen, dass er zwischen dem 12. und 14. Jahrhundert lag.
Der Graben hatte die Aufgabe, zusätzliches Aufschlagwasser für die Wassermühlen am Zillierbach zu liefern. Nach der genannten Urkunde hatten auch die Wassermühlen an der Holtemme bis Halberstadt ihren Nutzen aus der Zuspeisung durch den Graben. Seine Hauptfunktion lag bis zur Hälfte des 19. Jahrhunderts im Betreiben der 20 Mühlen in Nöschenrode und Wernigerode. Die älteste Mühle war die Wernigeröder Teichmühle in der Altstadt am Flutgraben, die 1356 urkundlich erwähnt wurde. Eine weitere Aufgabe des Grabens war die kontinuierliche Wasserversorgung von Wernigerode mit Trink- und Brauchwasser. Ab 1887 ging durch die moderne Wasserversorgung in Wernigerode die Bedeutung des Zillierbaches zurück.
Der Wormsgraben versorgte mindestens ab 1628 die Bergwerke am Zillierbach mit dem nötigen Aufschlagwasser zum Antrieb von Wasserrädern. Ein solches Rad befand sich bis 1839 in einer Radstube im Bereich der heutigen Zillierbachtalsperre. Mit dem Wasserrad wurde ein Feldgestänge in Bewegung gesetzt, das zum Grenzschacht an der Grenze der Grafschaft Wernigerode zum Amt Elbingerode führte. Dadurch wurden dort die Pumpen zur Schachtentwässerung in Gang gehalten. Die Flurnamen Die Kunst und Kunstberg stammen noch aus dieser Zeit.
Die Bergbauverwaltung beteiligte sich seit dem 19. Jahrhundert an der Instandhaltung des Wormsgraben durch einen Grabenwärter.
Wormsgraben und Zillierbach hatten um 1800 auch Bedeutung für die Flößerei. Das Holz wurde an den Hohneklippen geschlagen und zu Scheiten zerkleinert. Diese schwammen bis nach Wernigerode in ein Wehr am Westerntor. Das Holz diente nur zu Brennzwecken. Die Flößerei endete 1855, als das Wehr durch ein Sommerhochwasser zerstört wurde.
Der Wormsgraben hat seine Hauptfunktion in der Siedlungswasserversorgung. Er ist seit dem Bau der Zillierbachtalsperre (1936/37) für die Talsperre ein wichtiger Wasserlieferant. Der Graben entzieht der Wormke Wasser und führt es dem Flussgebiet Zillierbach-Holtemme zu, um es nach 48 km im nordöstlichen Harzvorland der Bode zu übergeben. Durch ein hohes Gefälle und große Fließgeschwindigkeit ist am Unterhang des Grabens ein bis ein Meter hoher und breiter Damm vorhanden.